# Avast Secure Browser
Avast Secure Browser (tên trước đây là Avast! SafeZone) là một trình duyệt web của công ty phần mềm Avast Software, có thể được cài đặt trong trong trình cài đặt Avast Antivirus kể từ năm 2016, nhưng nó cũng có sẵn để tải về trên trang web của nó. Nó được thiết kế dựa trên dự án mã nguồn mở Chromium. Nó có sẵn trên các hệ điều hành Microsoft Windows, macOS, iOS và Android.
Avast Online Security là một tiện ích mở rộng dành cho các trình duyệt Google Chrome, Microsoft Edge, Firefox và Opera có một số tính năng tương tự như Avast Secure Browser.

## Sự kiện

### 2016
Ngày 24 tháng 3 năm 2016 - Trình duyệt Avast! SafeZone được ra mắt

### 2018
Ngày 6 tháng 4 năm 2018 - Trình duyệt Avast Secure Browser được ra mắt

## Lịch sử
Ban đầu, Avast Secure Browser được cài đặt cùng với các phiên bản trả phí của Avast Antivirus. Vào tháng 3 năm 2016, nó cũng được cài đặt cùng với phiên bản miễn phí. Avast Secure Browser ban đầu được gọi là "Avast! SafeZone" trước khi được cải tiến và đổi tên thành "Avast Secure Browser" vào đầu năm 2018.
Trước khi cải tiến và đổi tên, thiết kế của Avast! SafeZone tương tự như thiết kế của trình duyệt Opera. Avast! SafeZone tự động khởi động khi người dùng truy cập các trang web tài chính hoặc mua sắm để thực hiện các giao dịch trực tuyến.
Vào tháng 12 năm 2015, Tavis Ormandy đã xác định được một lỗ hổng bảo mật có thể cho phép tin tặc chèn mã JavaScript độc hại vào trình duyệt của người dùng Avast! SafeZone. Avast đã nhanh chóng triển khai bản sửa lỗi tạm thời và sửa chữa lỗ hổng sau đó vài ngày.

## Tính năng
- Trình tải xuống video: Một tiện ích mở rộng có khả năng tải xuống các video đang được người dùng xem trên các trang web được chọn. Nó cho phép người dùng chọn chất lượng video, tải xuống nhạc nền của video dưới dạng tệp âm thanh.
- Chống theo dõi và chống dấu vân tay: Giúp ngăn chặn việc thu thập thông tin về máy tính của người dùng hoặc lịch sử duyệt web có thể được sử dụng để xây dựng nên hồ sơ của người dùng, dành cho những việc bất hợp pháp.